# Diidrodipicolinato reduttasi
La diidrodipicolinato reduttasi è un enzima appartenente alla classe delle ossidoreduttasi, che catalizza la seguente reazione:
(S)-2,3,4,5-tetraidropiridina-2,6-dicarbossilato + NAD(P)+ ⇄ 2,3-diidrodipicolinato + NAD(P)H + H+